# Зальца, Владимир Иванович
Барон Владимир Иванович фон Зальца (нем. Alexander Woldemar von Saltza; 1801—1884) — российский генерал от инфантерии.
В русской службе с 1819 года; поручик лейб-гвардии Гренадерского полка 15 декабря 1825 года был назначен флигель-адъютантом Николая I.
Участвовал в русско-турецкой войне, 18 сентября 1828 года был контужен пулей в ногу.
С 8 сентября 1843 года — Санкт-Петербургский плац-майор. С 8 сентября 1843 года — генерал-майор; генерал-лейтенант с 19.04.1853, генерал от инфантерии с 01.01.1864.
В 1844—1847 годах был 2-м, в 1847—1856 годах был комендантом в Санкт-Петербурге; в 1856—1863 годах — комендант в Ревеле.
11 декабря 1840 года за выслугу лет награждён орденом Св. Георгия 4-й степени; 6 декабря 1848 года — орденом Св. Анны 1-й ст.
Умер в Риге.